# Mayo Chiki!
Mayo Chiki! (まよチキ！ lit. ¡Pollo frito!?) es una serie de novelas ligeras japonesas escritas por Hajime Asano e ilustradas por Seiji Kikuchi. El primer volumen fue publicada el 21 de noviembre de 2009. A 24 de junio de 2011, doce volúmenes han sido publicados por Media Factory bajo su etiqueta MF Bunko J. Una adaptación a serie de manga por parte del artista Niito comenzó su serialización en octubre de 2010 en la revista de género seinen de Media Factory, Comic Alive. Se reveló que se hará un manga spin-off de la serie llamada Mayo Mayo! (まよマヨ?) en la revista bishoujo de Kadokawa Shoten, Nyantype. Se realizó una adaptación al anime, la cual se transmitió desde el 8 de julio hasta el 29 de septiembre de 2011. Mayo Chiki! es una abreviatura de Mayoeru Shitsuji to Chikin na Ore to (迷える執事とチキンな俺と lit. Un mayordomo perdido junto a un pollo?).

## Argumento
La historia gira en torno a la vida de un joven de 17 años llamado Kinjiro Sakamachi, quien es incapaz de interactuar con el sexo opuesto ya que desde pequeño ha desarrollado ginofobia por culpa de su situación familiar. Un día por accidente ve en el baño a Konoe Subaru, compañero de grado y mayordomo de Kanade Suzutsuki, una de sus compañeras de clase, allí descubre que Konoe en realidad es una chica. 
Kanade, la rica hija del director del colegio, le explica que los varones de la familia Subaru han servido a su familia por generaciones como mayordomos, pero Konoe es hija única, por lo que decidió ocultar su género para que se le permitiera probar que podía realizar esta función que solo debe recaer en un varón; es por ello que pesa sobre ella la condición de que si no es descubierta antes de acabar el colegio podrá asumir como mayordomo de Kanade. 
Ahora que Kinjiro sabe la verdad es presionado por Kanade no solo para que guarde el secreto, sino también para que ayude a Konoe a integrarse y ella pueda descubrir lo que es tener amigos y poder expresarse como una mujer y a cambio ellas lo ayudaran a superar su fobia a las mujeres.

## Personajes
Kinjiro Sakamachi (坂町近次郎 Sakamachi Kinjiro?)
 Seiyū: Satoshi Hino
Es el protagonista de la historia, un estudiante de segundo año de secundaria que descubre el secreto de Konoe. Sufre de ginofobia, a causa de la cual la nariz sangra cada vez que una chica le toca, por causa de que su madre y su hermana, quienes lo usaban para practicar movimientos de lucha diariamente por diez años, así su cuerpo desarrolló el reflejo de sangrar por la nariz porque su madre y su hermana solo dejaban de practicar al verlo sangrar, por temor a manchar los muebles o su ropa; por eso cada vez que una chica lo toca por reflejo sangra su nariz. Como resultado de ello puede tolerar el dolor de manera extraordinaria, debido a que es despertado todos los días por su hermana, Kureha a través de una serie de golpes. 
Se vio obligado a firmar un contrato con Kanade para no revelar el secreto de Subaru y encontrar una manera de curar su ginofobia. Él prefiere que la gente lo llame Jiro, que era el nombre de su padre, ya que odia cuando usan su nombre completo porque, debido a la costumbre japonesa de poner el apellido delante, se crea el juego de palabras "Sakamachi Kinjiro" - Chikin (チキン Chicken?, Pollo); sin embargo su nombre es uno de los tesoros que más aprecia ya que lo escogió su padre porque los kanjis pueden leerse como la frase "Stand by me" (quédate junto a mi), ya que su voluntad era que se volviera alguien fuerte para proteger a quienes amara. 
Subaru Konoe (近衛スバル Konoe Subaru / Takanashi Punyuru 高梨Punyuru ?)
 Seiyū: Yuka Iguchi
Es una estudiante de segundo año de secundaria que trabaja como mayordomo personal de Kanade. Viste como hombre porque su familia desde generaciones ha servido como mayordomo a la familia de Kanade, sin embargo su madre falleció cuando era una bebé y no tiene hermanos; ya que es hija única, tomó la de decisión de vestirse como hombre para asumir los deberes de su familia, el padre de Kanade accedió a condición de que si alguien la descubría antes de acabar sus estudios no podría suceder a su padre. De esta forma le hace creer a todos que es un chico hasta que Jiro accidentalmente descubre su secreto, pero junto a Kanade los tres llegaron a un acuerdo de silencio para evitar que pierda su puesto.
Se puso de manifiesto que es a menudo molestada por Kanade, además es muy mala poniéndole nombre a cosas como movimientos de lucha ya que lo hace de manera muy femenina o infantil. Está enamorada de Kinjiro e intenta confesársele en el volumen 5 de la novela, pero debido a su timidez lo expresa como "ser mejores amigos". Después de decirle a Kanade sobre sus sentimientos hacia Kinjiro, que debido a su timidez no podía revelar, Kanade prometió ayudar en la confesión de Subaru. 
Kanade Suzutsuki (涼月奏 Suzutsuki Kanade?)
 Seiyū: Eri Kitamura
La única hija del director de la escuela secundaria y heredera de una poderosa familia, que en el exterior, se comporta como la hija modelo de un hombre rico. En el interior, es bastante sádica, amenaza a Kinjiro con su mayor temor y usa su ginofobia para hacerlo sufrir. Sin embargo, al mismo tiempo piensa sobre cómo encontrar una manera de curarlo. Desarrolla sentimientos por Jirou llegando a enamorarse de él, pero tras comprender los intensos sentimientos de Subaru, le prometió ayudarla a confesarse. De la misma forma ve a Kinjirou como la oportunidad que siempre ha buscado para darle a Konoe libertad de expresarse, actuar y sentir como mujer, esto ya que a pesar de que es su sirviente desde siempre la ha considerado su amiga más cercana.
Aunque siente gran aprecio por Usami, en las novelas y el manga también reconoce que le teme y la incomoda ya que es la única persona que puede ver a través de su fachada de niña buena y notar sus verdaderas emociones, además de ser incapaz de engañarla con sus manipulaciones; es por esto que en una ocasión llegaría incluso a inducirse una amnesia que la dejó como una niña de ocho años para evitar que Usami descubriera y revelara sus planes.
Kureha Sakamachi (坂町紅羽 Sakamachi Kureha?)
 Seiyū: Kana Hanazawa
Kureha es la hermana menor de Kinjiro, esta en primer año de escuela secundaria y le gusta las artes marciales y la lucha libre ya que su madre es luchadora profesional y desea seguir sus pasos. Tiene como costumbre golpear a su hermano por las mañanas para despertarlo, cosa a la que llama calentamiento matutino. Años atrás Jiro le regaló un enorme oso de peluche que destroza practicando llaves de lucha o golpeándolo cuando está molesta. Después de observar y seguir a Jiro y Konoe mientras ella viste como chica, cree que este último es un travesti y lo ataca porque cree que ha mal influenciado a Kinjiro al verlos en actitud demasiado íntima, solo para ser rápidamente derrotada por ella. Después de este incidente, creyendo aún que es hombre se ha enamora de ella.
Masamune Usami (宇佐美マサムネ Usami Masamune?)
 Seiyū: Mariya Ise
Estudiante de segundo año de la escuela secundaria y pertenece al S-4. También pertenece al club de artesanía. Según las novelas y el manga es la única persona a quien Kanade no puede manipular ni mentir, ya que su naturaleza desconfiada y recelosa la hace ver fácilmente las trampas y mentiras que la muchacha siempre inventa. Al principio estaba enamorada de Subaru y por ello extorsionaba a Kinjiro para poder acercarse a él, según explica el S-4 planea matar a Kinjiro ya que creen que lleva una relación gay con Konoe, por lo que al pretender ser su novia alejarán las sospechas y de no servir ella las detendrá. Durante en festival queda en claro que nada de lo dicho es cierto, ya que no posee influencias sobre el S-4 y lo que en realidad deseaba era que Kinjiro la sacara de su soledad así como hizo con Konoe. Al final se termina enamorando de Kinjiro.
En realidad, según las novelas, Usami ha llevado una existencia solitaria toda su vida, sin amigos y sus padres se divorciaron hace dos años, pero le prohibieron revelarlo ya que les preocupa lo que diría la gente y ninguno de ellos deseaba la tutela, por lo que le dan mensualmente menos de lo mínimo de dinero para sobrevivir dejándola a su suerte. Kinjiro la comprende y le ofrece su amistad por lo que ella se arrepiente de utilizarlo y mentirle. Posteriormente renuncia al S-4 y Kinjiro se vuelve su primer amigo, cosa que jamás ha tenido. Más tarde se hace amiga de Kureha y de Nakuru. A pesar de su precaria condición económica vive en un elegante penthouse de un caro edificio por el que solo paga cuatro mil yenes ya que está embrujado por los asesinatos que allí ocurrieron, sin embargo ella no les presta atención. Posteriormente entra a trabajar en un café maid ya que no le agrada recibir dinero que no se haya ganado. Kinjiro la mayor parte del tiempo le dice "usagi" (conejo) por su apellido y peinado que usa, y también como contraparte de su costumbre de llamarlo "baka chiki" (pollo tonto).
Nakuru Narumi (鳴海ナクル Narumi Nakuru?)
 Seiyū: Kana Asumi
Estudiante de primer año de la escuela secundaria, es compañera de Sakamachi Kureha y es también su amiga. Pertenece al club de comité de defensa por la felicidad de Subaru, además del club de artesanía. Es una fujoshi y escribe doujinshis yaoi, también tiene un fetiche por los lentes. Y siempre se imagina en escenas muy comprometedoras a Kinjiro y Subaru al creer que ambos son hombres. También se vuelve amiga de Usami Masamune. Kinjiro no confía mucho en ella por estar siempre imaginándose cosas pervertidas entre él y Subaru. A Nakuru siempre se le muestra con orejas de gato. Cuando en una ocasión (en el capítulo 13 según la serie) tiene una cita con Jirou buscando material para escribir sus novelas; para su sorpresa termina enamorándose de él y durante el festival deportivo del colegio se declara por presión de su hermana mayor; allí le explica que aunque sabe que él mantiene una relación gay con Konoe (como se ha convencido a sí misma) y apoya esta situación, desea convertirse en su amante para estar así cerca suyo y ser su pareja.
Cuando Konoe revela que es mujer queda impactada, pero a pesar de todo continúa su plan aún más entusiasmada porque considera que descubrir tal situación es giro imprevisto y novedoso para la historia que escribe. Finalmente durante el desenlace de la historia se rebela que es ella quien escribe la novela Mayo Chiki! basándose en todo lo que vivió junto a sus amigos.

## Media

### Anime
Una adaptación a serie de anime salió al aire el 8 de julio de 2011 con el estudio Feel a cargo de la animación. El tema de Apertura corresponde a la canción "Be Starters!" por Eri Kitamura y Cierre a la canción "Kimi ni Gohōshi" por Yuka Iguchi, Eri Kitamura y Mariya Ise.

#### Lista de episodios
| #  | Título | Estreno                  |
| -- | --- | ------------------------ |
| 1  | «Fin de la Tierra» «Endo obu Āsu» (エンド・オブ・アース)                                                         | 8 de julio de 2011       |
| 2  | «¡Me he enamorado!» «Daisuki ni Nacchatta!» (大好きになっちゃった!)                                              | 15 de julio de 2011      |
| 3  | «Por supuesto, en la cama» «Mochiron, Beddo no Uede» (もちろん、ベッドの上で)                                    | 22 de julio de 2011      |
| 4  | «No me mires así...» «Anmari Jirojiro Miruna...» (あんまりジロジロみるな…)                                       | 29 de julio de 2011      |
| 5  | «Por favor, sal conmigo...» «Atashi to tsukiai nasai...» (アタシと付き合いなさい)                                | 5 de agosto de 2011      |
| 6  | «Iniciemos una guerra...» «Sensō o Hajimemashō...» (戦争を始めましょう)                                          | 12 de agosto de 2011     |
| 7  | «Vamos a correr...» «Kakeochi Shiyou...» (駆け落ちしよう)                                                        | 19 de agosto de 2011     |
| 8  | «La primera vez...» «Hajimete Nanda...» (初めてなんだ)                                                           | 26 de agosto de 2011     |
| 9  | «Estaré vianjando por un tiempo...» «Shibaraku Tabi ni Demasu...» (しばらく旅に出ます)                           | 1 de septiembre de 2011  |
| 10 | «¡Vamos a comer!» «Ittadakkimāsu...» (いただきます!)                                                             | 8 de septiembre de 2011  |
| 11 | «¡Nyu!» «I Ñy u...» (にゅ!)                                                                                      | 15 de septiembre de 2011 |
| 12 | «El despido del mayordomo y de mi, el gallina» «Mayoeru Shitsuji to Chikin'na Ore to» (迷える執事とチキンな俺と) | 22 de septiembre de 2011 |
| 13 | «Por favor, abrázame» «Monde Kudasai!» (揉んでください!)                                                         | 29 de septiembre de 2011 |